# KBCニュースロータリー
『KBCニュースロータリー』（ケイビーシーニュースロータリー）は、1978年4月7日まで九州朝日放送（KBCテレビ）で平日夕方に放送されていた福岡県向けのローカルワイドニュース番組である。